# Samsung Galaxy Z Flip 7
Samsung Galaxy Z Flip7（サムスンギャラクシーゼットフリップ7）は、サムスン電子が設計、開発、販売した Android ベースの折りたたみスマートフォンである。
Samsung Galaxy Z Flip7はグローバルに2025年7月9日に発表された。日本では2025年7月17日に予約を開始、8月1日に発売された。
Samsung Galaxy Z Flip7が縦開きタイプなのに対し、Samsung Galaxy Z Fold 7は横開きタイプの折りたたみスマホである。

## 主要項目

### カラー
| Color | Name             |
| ----- | ---------------- |
|       | ブルー シャドウ  |
|       | ジェットブラック |
|       | コーラルレッド   |
|       | ミント*          |

(*ミントはSamsung.comおよび直営店など限定モデル）

### ディスプレイ
Galaxy Z Flip7 では、メインディスプレイとカバーディスプレイの両方において進化が見られる。
メインディスプレイは、6.9インチの Dynamic AMOLED 2X を採用し、解像度は1080×2520ピクセル、アスペクト比は21:9である。リフレッシュレートは1〜120Hzの可変に対応し、最大輝度は2600nits。HDR10+ や Vision Booster にも対応し、明るい屋外環境でも視認性が高められている。
カバーディスプレイは、前モデルから大型化した4.1インチの Super AMOLED を採用。ユーザーインターフェースが刷新され、ホーム画面では最大4つのウィジェットが同時に表示可能となった。表示解像度は720×748ピクセルで、最大120Hzのリフレッシュレートに対応。通知の確認、音楽再生、天気、スケジュール、翻訳ツールなどのクイック操作が、折りたたんだまま快適に行えるようになっている。

### バッテリー
Galaxy Z Flip7 は、前モデルのGalaxy Z Flip6（約4000mAh）よりも容量が増加し、約4300mAhのバッテリーを搭載している。これによりさらに長時間の連続使用が可能となった。
AI処理やディスプレイの消費電力最適化とあわせて、実使用時間の向上につながっている。

### 前機種との比較
| 項目                   | Galaxy Z Flip7                                                                                    | Galaxy Z Flip6 |
| ---------------------- | ------------------------------------------------------------------------------------------------- | --- |
| 発売日                 | 2025年8月1日                                                                                      | 2024年7月31日 |
| ディスプレイ（メイン） | 6.9インチ Dynamic AMOLED 2X（21:9） 解像度：1080×2520 1～120Hz可変リフレッシュレート              | 6.7インチ Dynamic AMOLED 2X（22:9） 解像度：1080×2640 1～120Hz可変リフレッシュレート                                   |
| ディスプレイ（カバー） | 4.1インチ Super AMOLED（948×1048） Super AMOLED（有機EL）                                         | 3.4インチ Super AMOLED（720×748） Super AMOLED（有機EL）                                                               |
| 本体サイズ             | 端末を開いた時：166.7×75.2×6.5mm 端末を折りたたんだ時：85.5×75.2×13.7mm                           | 端末を開いた時：165.1×71.9×6.9mm 端末を折りたたんだ時：85.1×71.9×14.9mm                                                |
| 重量                   | 188g                                                                                              | 187g |
| SoC                    | Exynos 2500（3nm） GPU：Xclipse 950                                                               | Snapdragon 8 Gen 3 Mobile Platform for Galaxy                                                                          |
| OS                     | Android 16（One UI 8）                                                                            | Android 14（One UI 6.1）                                                                                               |
| メモリ                 | 12GB                                                                                              | 12GB |
| ストレージ             | 256GB / 512GB                                                                                     | 256GB / 512GB |
| 外部ストレージ         | -                                                                                                 | - |
| バッテリー             | 4300mAh （連続動画再生、最長約31時間）                                                            | 4000mAh （連続動画再生、最長約23時間）                                                                                 |
| リアカメラ構成         | 50MP（広角）＋12MP（超広角）                                                                      | 50MP（広角）＋12MP（超広角）                                                                                           |
| フロントカメラ         | 10MP                                                                                              | 10MP |
| 防水・防塵             | IP48（IPX8 / IP4X）                                                                               | IP48（IPX8 / IP4X） |
| Galaxy AI （生産性）   | Gemini Live アプリ間でのシームレスな操作 Now Brief かこって検索 ノートアシスト 文字起こしアシスト | Gemini Live かこって検索 ノートアシスト 文字起こしアシスト                                                             |
| USB端子                | USB Type-C                                                                                        | USB Type-C |
| イヤホン端子           | 非搭載                                                                                            | 非搭載 |
| カラーバリエーション   | ブルーシャドウ、ジェットブラック、コーラルレッド 【限定モデル】ミント（Samsung.com限定）          | ブルー、シルバーシャドウ、ミント、イエロー 【限定モデル】クラフテッド ブラック、ホワイト、ピーチ（ピーチは日本未発売） |

### 予約・発売
▼Samsungオンラインショップ（公式サイト）

予約開始日：2025年7月17日

発売日：2025年8月1日
▼docomo

予約開始日：2025年7月17日

発売日：2025年8月1日
▼softbank

予約開始日：2025年7月17日

発売日：2025年8月1日
▼au

予約開始日：2025年7月17日

発売日：2025年8月1日
▼Amazon・量販店

予約開始日：2025年7月17日

発売日：2025年8月1日

### 新製品体験
本機は2025年7月10日（木）からGalaxy Harajuku、Galaxy Studio Osaka、Galaxy Pop-up Studio @Yodobashi Akiba にて展示されている。